# Eukleidovo lemma
Eukleidovo lemma je lemma v aritmetice a v teorii čísel, které říká, že pokud je nějaké prvočíslo dělitelem součinu celých čísel, pak dělí i nějaký z činitelů. Toto tvrzení se poprvé objevuje již v Eukleidových Základech (kniha VII, 30. postulát) a používá se například v důkaze Základní věty aritmetiky.

## Znění
Lemma lze vyslovit v několika podobách. Nechť jsou {\displaystyle a} a {\displaystyle b} celá čísla a {\displaystyle p} je prvočíslo. Následující tvrzení jsou pak ekvivalentní:
- pokud {\displaystyle p} dělí {\displaystyle ab}, tak {\displaystyle p} dělí {\displaystyle a} nebo {\displaystyle b}
- pokud {\displaystyle p} dělí {\displaystyle ab} a {\displaystyle p} nedělí {\displaystyle a}, pak {\displaystyle p} dělí {\displaystyle b}
- pokud {\displaystyle p} nedělí {\displaystyle a} ani {\displaystyle b}, pak nedělí ani {\displaystyle ab}

## Důkaz
Jednoduchý důkaz Eukleidova lemmatu je možný pomocí Bézoutovy rovnosti. Předpokládejme, že {\displaystyle p} dělí {\displaystyle ab} a nedělí {\displaystyle a}. Bézoutova rovnost nám pro libovolná dvě nesoudělná čísla, tedy například i pro prvočíslo {\displaystyle p} a jím nedělitelné číslo {\displaystyle a}, zaručuje existenci {\displaystyle x} a {\displaystyle y} takových, že:
{\displaystyle px+ay=1}
Vynásobíme-li tuto rovnost číslem {\displaystyle b}, máme
{\displaystyle bpx+bay=b}
Prvočíslo {\displaystyle p} zjevně dělí první sčítanec i druhý sčítanec ({\displaystyle ba=ab}, {\displaystyle p} dělí {\displaystyle ab}), proto musí dělit i jejich součet, jímž je číslo {\displaystyle b}.

## Varianty
Eukleidovo lemma neplatí pouze v celých číslech, ale platí také v jiných algebraických strukturách, v kterých funguje Eukleidův algoritmus (jenž konstruktivně zaručuje Bézoutovu rovnost), tedy v Eukleidovských oborech. Existence Eukleidova algoritmu ovšem není nutnou podmínkou, Eukleidovo lemma platí i v oborech hlavních ideálů (v kterých také pro libovolné nesoudělné prvky existuje Bézoutova rovnost, nicméně Eukleidův algoritmus v nich fungovat nemusí).